# High Fidelity Pure Audio

logotyp

High Fidelity Pure Audio (HFPA) utvecklades under ledning av Universal Music Group, för ljudfiler på Blu-ray.  Formatet lanserades 2013 som en tänkt efterträdare till CD.

### Fotnoter
1. ↑  Steve Guttenberg. ”Deja vu: Yet another high-resolution audio 'format'”. CNET. CBS Interactive Inc. http://news.cnet.com/8301-13645_3-57592849-47/deja-vu-yet-another-high-resolution-audio-format/. Läst 21 juni 2015.
2. ↑  ”Universal Music, Dolby & QOL Support Pure Audio Group Launch”. MESA Europe. Media & Entertainment Services Alliance. http://www.mesaeurope.org/universal-music-dolby-support-pure-audio-group-launch/. Läst 21 juni 2015.